# Lukasareal

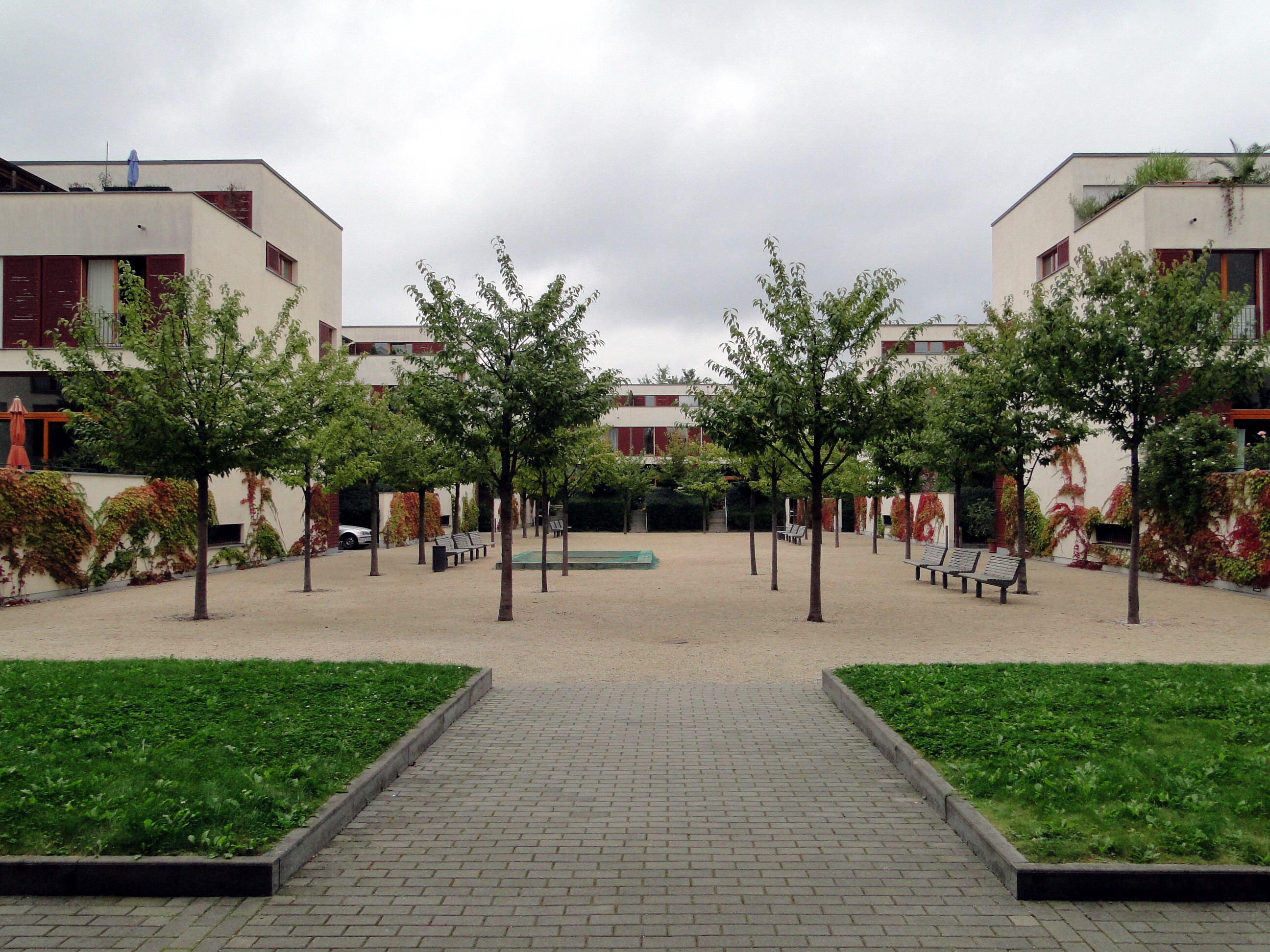
Zentrum des Lukasareals

Das Lukasareal ist eine Wohnanlage in der Dresdner Südvorstadt. Sie erhielt ihren Namen von der nahe gelegenen Lukaskirche auf dem Lukasplatz.

## Beschreibung

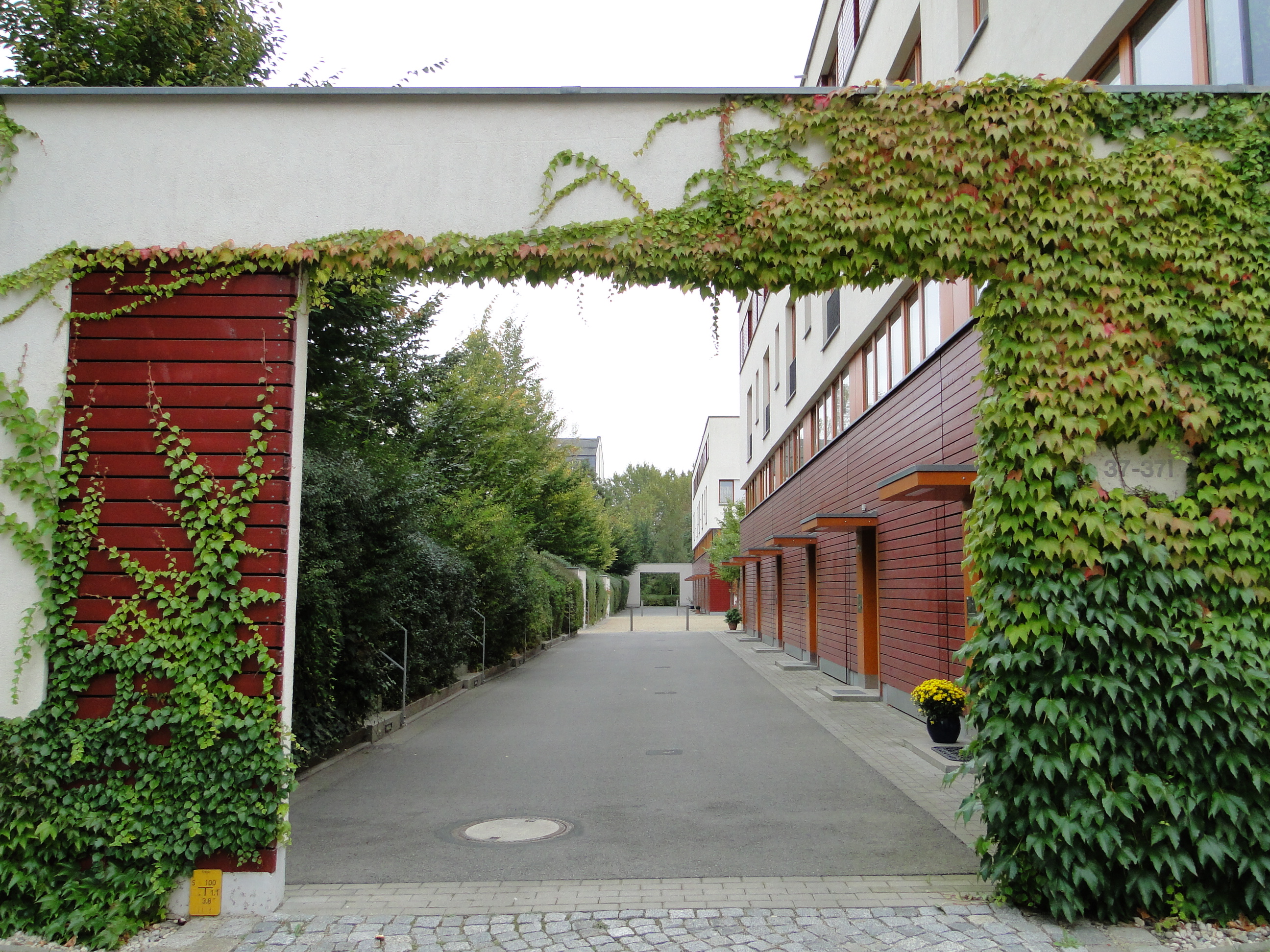
Reihenhäuser im Lukasareal

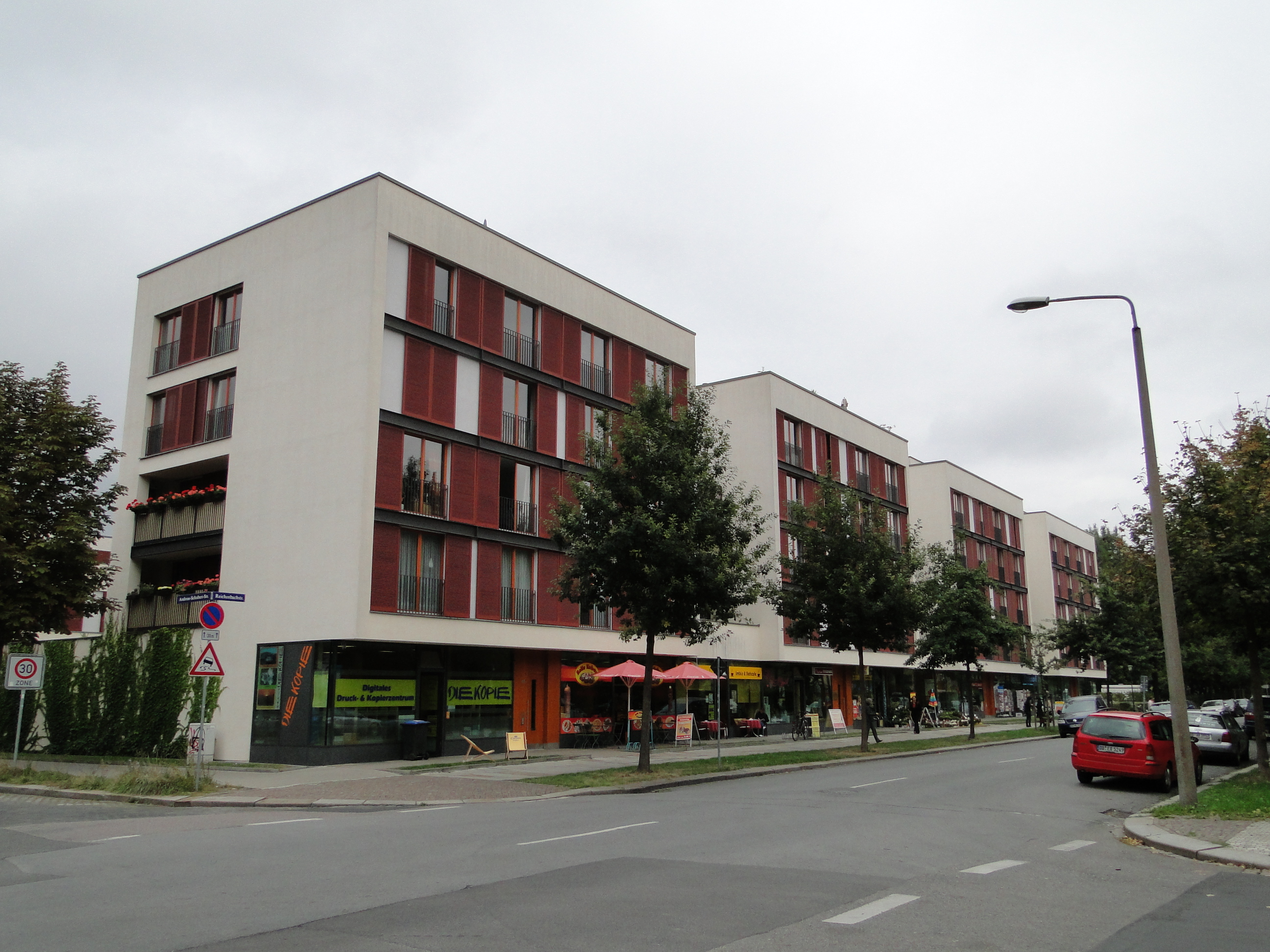
Die vier Stadthäuser des Lukasareals mit Ladenpassage

Die Wohnanlage Lukasareal erstreckt sich über 11.000 Quadratmeter und besteht aus insgesamt 39 Reihen- sowie vier Stadthäusern. 
Jedes Stadthaus mit vier Etagen besitzt sieben Wohnungen, die über eine eigene Terrasse oder Dachterrasse verfügen. Die größten Wohnungen gehen dabei über drei Etagen. Jedes Reihenhaus hat eine Wohnfläche über drei Etagen mit Kellergeschoss und einen eigenen Garten. Die Wohnanlage verfügt zudem über zehn Ladenlokale. Das Zentrum des Komplexes bildet eine Grünanlage, die den Eindruck vermittelt „im Grünen zu wohnen, obwohl das Stadtzentrum nicht weit ist“. Die Fassaden der Bauten sind durch klare Strukturen gekennzeichnet; verschiebbare Fassadenelemente aus Holz und einheitliche Farbgebungen in Beige und Rot gestalten die Gebäude und lassen die „einzelnen Teile des Quartiers […] nach außen hin als eine bauliche Einheit [wirken].“

## Bedeutung
Das Areal wurde von den Architekten Ivan Reimann und Thomas Müller entworfen und von 1999 bis 2005 ausgeführt. Im Jahr 2007 wurde der Wohnkomplex mit dem Baupreis der Stadt Dresden ausgezeichnet. Bei der Preisverleihung wurde hervorgehoben, dass „die Anlage ein überzeugendes Beispiel für einen modernen innerstädtischen Wohnungsbau in Dresden [sei]“. Bereits 2004 war das Projekt für den Städtebaupreis nominiert worden. Die „Stiftung Wüstenrot“ wählte das Lukasareal bereits vor der Fertigstellung unter 600 Wohnungsbauprojekten in Deutschland unter die besten zehn: „Es gilt als Paradebeispiel für innerstädtisches Bauen, das Grün, Licht und Ruhe garantiert, ohne dass seine Bewohner auf City-Nähe verzichten müssen.“ Die Anlage gilt als ein „exemplarisches Beispiel für qualitätvolles innerstädtisches Wohnen“ und ist „zur Pilgerstätte von Stadtplanern, Architekten und Leute geworden, die von modernem, individuellem Wohnen mitten in der Stadt träumen.“
Vorbild der Bauten waren einerseits Stadthäuser, wie sie zum Beispiel in London oder Amsterdam zu sehen sind, andererseits aber auch die „Tradition der englischen und deutschen Gartenstadtbewegung, wie wir sie von Hellerau her kennen“. Mit seinem Konzept, Bewohner aus den bebauten, aber zunehmend leerstehenden Bauten in den Randgebieten zum Rückzug in die Innenstadt zu bewegen, sei das Lukasareal „ein Vorbild für Ostdeutschland“.